# John Anderson (ur. 1959)
John Christopher Patrick Anderson (ur. 7 listopada 1959 w Dublinie w Irlandii) – irlandzki piłkarz, reprezentant kraju grający na pozycji obrońcy.

## Kariera piłkarska
Karierę piłkarską rozpoczął w 1976 w juniorach zespołu West Bromwich Albion. Do pierwszej drużyny popularnych The Baggies dołączył w 1978, jednak przez rok ani razu nie pojawił się na boisku. 92 razy zagrał natomiast w zespole rezerw WBA. 
W 1979 przeniósł się do Preston North End. Przez 3 sezony w drużynie z Preston zagrał 51 spotkań na poziomie Division Two i Division Three. 
W 1982 na zasadzie wolnego transferu został zawodnikiem grającego w Division Two Newcastle United. W sezonie 1983/84, Anderson zagrał w 41 spotkaniach, przyczyniając się do powrotu Newcastle do Division One. Na tym poziomie rozgrywek rozegrał w koszulce Srok 160 spotkań, w których strzelił 7 bramek. Łącznie przez 10 lat gry w Newcastle 337 razy pojawiał się na boisku, strzelając 14 bramek. Po sezonie 1991/92 zakończył karierę piłkarską. 
| Sezon   | Klub                 | Kraj   | Rozgrywki      | Mecze | Bramki |
| ------- | -------------------- | ------ | -------------- | ----- | ------ |
| 1978/79 | West Bromwich Albion | Anglia | Division One   |       |        |
| 1979/80 | Preston North End    | Anglia | Division Two   | 5     | 0      |
| 1980/81 | Preston North End    | Anglia | Division Two   | 8     | 0      |
| 1981/82 | Preston North End    | Anglia | Division Three | 38    | 0      |
| 1982/83 | Newcastle United     | Anglia | Division Two   | 33    | 1      |
| 1983/84 | Newcastle United     | Anglia | Division Two   | 41    | 1      |
| 1984/85 | Newcastle United     | Anglia | Division One   | 35    | 1      |
| 1985/86 | Newcastle United     | Anglia | Division One   | 38    | 3      |
| 1986/87 | Newcastle United     | Anglia | Division One   | 32    | 1      |
| 1987/88 | Newcastle United     | Anglia | Division One   | 35    | 1      |
| 1988/89 | Newcastle United     | Anglia | Division One   | 21    | 1      |
| 1989/90 | Newcastle United     | Anglia | Division Two   | 37    | 4      |
| 1990/91 | Newcastle United     | Anglia | Division Two   | 27    | 1      |
| 1991/92 | Newcastle United     | Anglia | Division Two   | 0     | 0      |

## Kariera reprezentacyjna
Anderson po raz pierwszy dla Irlandii zagrał 29 września 1979 przeciwko reprezentacji Czechosłowacji. Mecz zakończył się porażką 1:4. 
W 1988 został powołany przez trenera Jacka Charltona na Mistrzostwa Europy 1988. Podczas turnieju nie wystąpił w żadnym spotkaniu. Po raz ostatni w reprezentacji Irlandii zagrał 19 października 1988 w wygranym 4:0 spotkaniu przeciwko Tunezji. Łącznie w latach 1979–1988 zagrał w reprezentacji w 16 spotkaniach, w których strzelił jedną bramkę.
| Mecze i gole w reprezentacji | Mecze i gole w reprezentacji | Mecze i gole w reprezentacji | Mecze i gole w reprezentacji | Mecze i gole w reprezentacji | Mecze i gole w reprezentacji | Mecze i gole w reprezentacji |
| #                            | Data                         | Miasto                       | Przeciwnik                   | Gol                          | Wynik                        | Rozgrywki                    |
| ---------------------------- | ---------------------------- | ---------------------------- | ---------------------------- | ---------------------------- | ---------------------------- | ---------------------------- |
| 1.                           | 29.09.1979                   | Praga                        | Czechosłowacja               |                              | 1:4                          | towarzyski                   |
| 2.                           | 12.10.1979                   | Dublin                       | Stany Zjednoczone            | Gol                          | 3:2                          | towarzyski                   |
| 3.                           | 21.05.1982                   | Santiago                     | Chile                        |                              | 0:1                          | towarzyski                   |
| 4.                           | 27.05.1982                   | Uberlândia                   | Brazylia                     |                              | 0:7                          | towarzyski                   |
| 5.                           | 30.05.1982                   | Arima                        | Trynidad i Tobago            |                              | 1:2                          | towarzyski                   |
| 6.                           | 03.06.1984                   | Sapporo                      | Chiny                        |                              | 1:0                          | towarzyski                   |
| 7.                           | 26.03.1986                   | Dublin                       | Walia                        |                              | 0:1                          | towarzyski                   |
| 8.                           | 25.05.1986                   | Reykjavík                    | Islandia                     |                              | 2:1                          | towarzyski                   |
| 9.                           | 27.05.1986                   | Reykjavík                    | Czechosłowacja               |                              | 1:0                          | towarzyski                   |
| 10.                          | 01.04.1987                   | Sofia                        | Bułgaria                     |                              | 1:2                          | El. ME 1988                  |
| 11.                          | 29.04.1987                   | Dublin                       | Belgia                       |                              | 0:0                          | El. ME 1988                  |
| 12.                          | 23.05.1987                   | Dublin                       | Brazylia                     |                              | 1:0                          | towarzyski                   |
| 13.                          | 28.05.1987                   | Luksemburg                   | Luksemburg                   |                              | 2:0                          | El. ME 1988                  |
| 14.                          | 23.03.1988                   | Dublin                       | Rumunia                      |                              | 2:0                          | towarzyski                   |
| 15.                          | 27.04.1988                   | Dublin                       | Jugosławia                   |                              | 2:0                          | towarzyski                   |
| 16.                          | 19.10.1988                   | Dublin                       | Tunezja                      |                              | 4:0                          | towarzyski                   |